# جون برترام أوكس
جون برترام أوكس (بالإنجليزية: John Bertram Oakes)‏ هو صحفي أمريكي، ولد في 23 أبريل 1913 في Elkins Park, Pennsylvania ‏ في الولايات المتحدة، وتوفي في 5 أبريل 2001 في مانهاتن في الولايات المتحدة.